# Trí nhớ hình ảnh
Trí nhớ hình ảnh là khả năng nhớ những sự kiện, một khái niệm, một hệ thống lý thuyết bằng hình ảnh, hình ảnh đó được ghi dấu trong não sau khi đạt được sự hiểu biết thông qua tư duy hình ảnh. Tư duy hình ảnh khởi phát từ hai trường hợp sau:
1. Hình ảnh được tạo dựng, bởi người diễn giảng, để kích thích tư duy, gởi mở tư duy giúp người được truyền đạt thống qua hình ảnh đó nắm bắt được một khái niệm, một quan điểm, một hệ thống lý thuyết nào đó. Do vậy, khi nhớ lại hình ảnh đó là nhớ được cái đã thấu đạt đằng sau hình ảnh. Được sử dụng trong giáo dục trực quan; xây dượng tình huống giả định; liên hệ tình huống đời thực; sắm vai.v.v. trong phương pháp giảng dạy tích cực của nền giáo dục hiện đại.
2. Hình ảnh được sáng tạo ra trong quá trình tư duy độc lập,như một cách thể hiện sự thấu đạt của tư duy về một lý luận nào đó, nhằm nắm bắt và ghi nhớ khái quát nhất, sâu sắc nhất vấn đề mà tư duy đã thấu đạt. Như: mô hình hóa hệ thống lý thuyết; tháo tác mô hình hóa trong phương pháp tư duy sáng tạo.v.v.